# BM-14

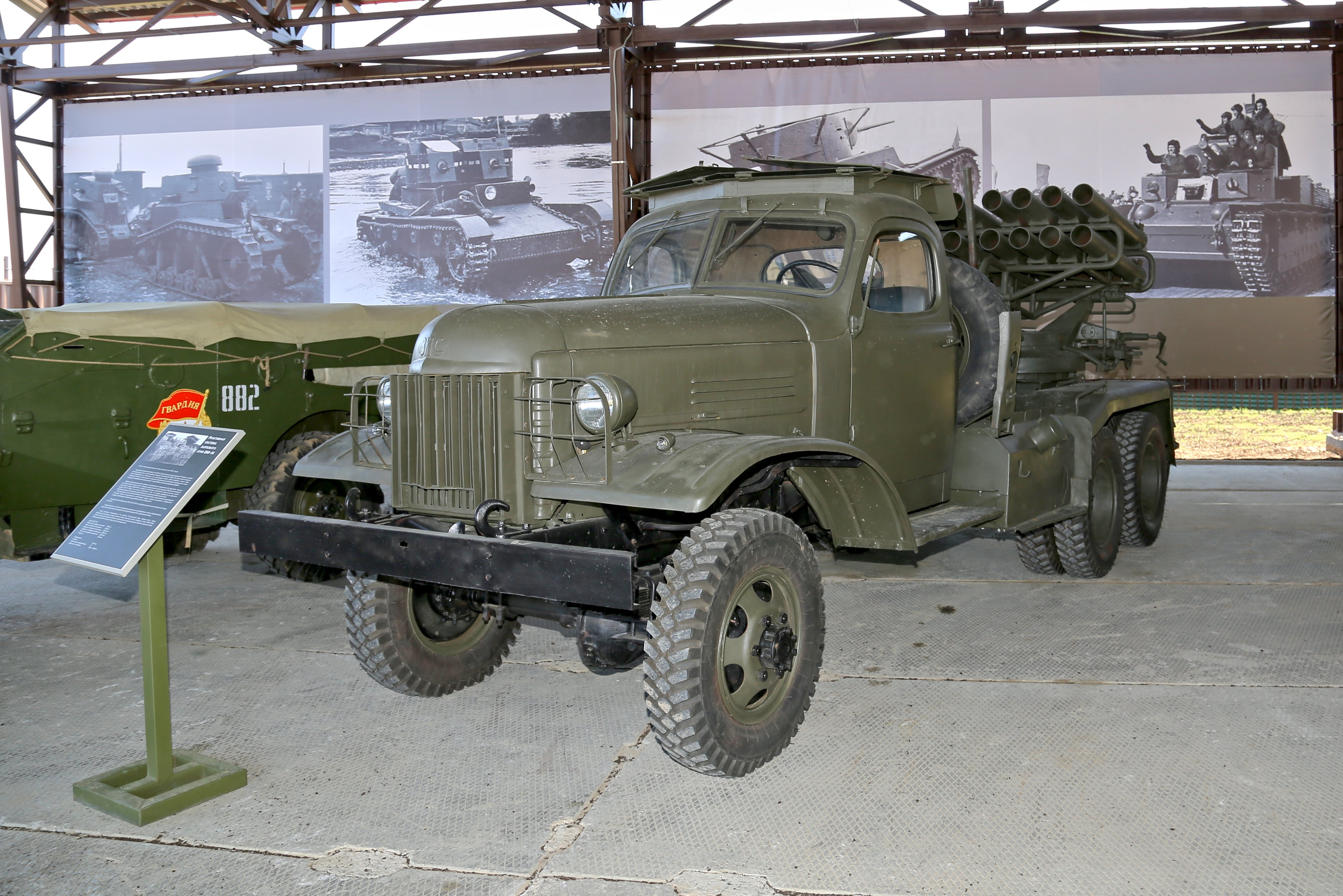
16 rané odpalovací zařízení BM-14 ráže 140mm namontované na nákladním automobilu ZIS-151.

BM-14 (Bojevaja Mašina, „bojové vozidlo“) je sovětský salvový raketomet (MLRS) ráže 140mm, běžně montovaný na nákladním automobilu.
BM-14 může odpalovat rakety M-14 ráže 140mm s vysoce výbušnou tříštivou hlavicí, zadýmovací hlavicí nebo chemickou hlavicí. Je podobný raketometu BM-13 "Kaťuša" a ve službě byl částečně nahrazen raketomety BM-21 Grad ráže 122 mm.
Odpalovací zařízení byla stavěna v 16 a 17ranných variantách. Rakety mají maximální dosah 9,8 kilometrů (6,1 mil).
Zbraň není přesná, protože nemá naváděcí systém, ale při saturační palbě je extrémně účinná.

## Služba
Během syrské občanské války byl vyšetřovací misí OSN 26. srpna 2013 v okrese Muadamijat al-Šam jihozápadně od Damašku identifikován raketový motor ze 140mm rakety řady M-14, údajně použitý během chemického útoku v Ghútě dne 21. srpna 2013.
Sestava trysek rakety měla 10 trysek uspořádaných rovnoměrně v kruhu s elektrickou kontaktní deskou uprostřed. Na spodním kroužku raketového motoru bylo vyryto číslo šarže „Г ИШ 4 25 - 6 7 - 179 К“, což znamená, že byl vyroben v roce 1967 továrnou č. 179 (závod Sibselmaš v Novosibirsku). Na místě dopadu však nebyla pozorována žádná hlavice a žádný ze 13 vzorků odebraných v oblasti Západní Ghúty nebyl pozitivně testován na sarin, ačkoli tři obsahovaly „degradaci a/nebo vedlejší produkty“ pravděpodobně ze sarinu. Dne 18. září komentoval náčelník generálního štábu ruského prezidenta Sergej Ivanov zjištění misí OSN. Řekl, že „tyto rakety byly dodány do desítek zemí“, ale „Sovětský svaz nikdy nikomu nedodal hlavice se sarinem“. Jiný typ raket byl použit při útoku na východní Ghútu.